# Akte
Klaudia Akte – wyzwolenica i od 55 kochanka cesarza Nerona. Jej miejsce zajęła Poppea Sabina. 
Jak pisze o niej Tacyt w swoich Rocznikach: "[...] głęboko wkradła się w serce Nerona drogą wystawnych uczt i podejrzanych schadzek, czemu nawet starsi przyjaciele cesarza nie sprzeciwiali się, widząc, jak młoda niewiasta bez niczyjej szkody zaspokaja jego miłosne popędy, skoro raz do żony swej Oktawii pomimo jej szlachectwa i wypróbowanej uczciwości nabrał wstrętu." 
Według Swetoniusza była jedną z najwierniejszych kobiet Nerona, która po jego śmierci pochowała jego ciało.

## W literaturze
Pojawia się w powieściach Quo vadis Henryka Sienkiewicza, Wrogowie rodzaju ludzkiego Miki Waltariego, Rzym w płomieniach Paula L. Maiera, Neron Aleksandra Dumasa.